# Coenonympha lambertiei
Coenonympha lambertiei är en fjärilsart som beskrevs av Poinneau 1932. Coenonympha lambertiei ingår i släktet Coenonympha och familjen praktfjärilar. Inga underarter finns listade i Catalogue of Life.